# Beetlejuice Beetlejuice
Beetlejuice Beetlejuice (por: Beetlejuice Beetlejuice; bra: Os Fantasmas Ainda Se Divertem: Beetlejuice Beetlejuice) é um filme de comédia de terror, fantasia e humor negro americano de 2024,  dirigido por Tim Burton com roteiro de Alfred Gough e Miles Millar, baseado em uma história escrita por Gough, Millar e Seth Grahame-Smith. Uma sequência de Beetlejuice (1988) e o segundo filme da franquia homônima, é estrelado por Michael Keaton, Winona Ryder e Catherine O'Hara reprisando seus papéis ao lado dos novos membros do elenco: Jenna Ortega, Justin Theroux, Monica Bellucci e Willem Dafoe.
O filme segue a médium Lydia Deetz, décadas após os eventos do primeiro filme, tendo de invocar novamente o bio-exorcista Betelgeuse para salvar sua filha, Astrid, de uma ameaça fantasma do pós-vida.
Após o sucesso do primeiro filme, Burton tinha planos de dirigir uma sequência na década de 1990, produzida novamente pela The Geffen Film Company. A ideia não se concretizou até meados de 2011, quando a Warner Bros. contratou Grahame-Smith para escrever um novo roteiro, que passou por uma série de modificações até ser arquivado no final de 2019 e eventualmente revivido três anos depois. Burton coproduziu o filme com o estúdio Plan B Entertainment, de propriedade de Brad Pitt; e a seleção de elenco continuou até o início de 2023. As filmagens principais, supervisionadas por Haris Zambarloukos, ocorreram em partes da Inglaterra e dos Estados Unidos de maio a novembro de 2023, apesar de ter sido suspensa por quatro meses devido à greve SAG-AFTRA. O lançamento oficial foi anunciado em fevereiro de 2024. Durante a pós-produção, a edição foi produzida por Jay Prychidny e a trilha sonora foi composta por Danny Elfman, um colaborador frequente de Burton.
Beetlejuice Beetlejuice abriu o 81.º Festival Internacional de Cinema de Veneza em 28 de agosto de 2024, sendo lançado nos cinemas a partir de 4 de setembro de 2024 pela Warner Bros. Pictures. O filme recebeu críticas geralmente positivas dos críticos e arrecadou mais de US$ 451 milhões em todo o mundo com um orçamento de US$ 100 milhões.

## Enredo
Em 2024, Lydia Deetz apresenta o talk show sobrenatural Ghost House. Ela está afastada de sua filha, Astrid, desde que seu ex-marido e pai de Astrid, Richard, morreu enquanto estava numa excursão no Amazonas. Enquanto gravava um episódio, Lydia tem alucinações ao ver Betelgeuse, o fantasma que tentou se casar com ela trinta e seis anos antes, na plateia.
Pouco depois, a madrasta de Lydia, Delia, informa Lydia que seu pai, Charles, morreu após um acidente aéreo terrível. Elas se reúnem com Astrid e viajam para Winter River, Connecticut, para o funeral de Charles. No velório, Rory, o namorado e produtor do programa de Lydia, a pressiona a se casar com ele durante o Halloween; ela concorda hesitantemente. Enquanto isso, Astrid conhece um desajustado garoto local chamado Jeremy Frazier, que a convida para passar o Halloween com ele.
Enquanto isso, no Pós-vida, Betelgeuse supervisiona um call-center de "bioexorcistas", auxiliado por Bob, um ansioso fantasma de cabeça encolhida; ainda estando obcecado por Lydia. O ex-ator que virou detetive fantasma Wolf Jackson avisa Betelgeuse que sua ex-esposa, Delores, escapou do cativeiro e partiu em uma onda de assassinatos, drenando as almas dos mortos, em busca dele. O casal se conheceu durante a Peste Negra na Itália, mas Delores era uma bruxa líder de um culto que envenenou Betelgeuse como parte de um ritual de imortalidade; ele a assassinou antes de sucumbir ao veneno.
Astrid descobre que herdou as habilidades psíquicas de sua mãe e percebe que Jeremy é um fantasma. Ele a convence a acompanhá-lo ao Pós-vida para ajudá-lo a recuperar sua vida. Em troca, ele promete ajudá-la a encontrar o espírito de seu pai. Enquanto isso, Lydia descobre por um corretor de imóveis que Jeremy assassinou seus pais vinte e três anos antes e morreu enquanto resistia à polícia. Lydia relutantemente convoca Betelgeuse e assina um contrato de casamento em troca de ele levá-la ao Pós-vida para salvar Astrid. Betelgeuse abre um buraco entre os mundos dos Vivos e dos Mortos, disfarçando Bob como ele mesmo como uma isca. Wolf descobre que Betelgeuse trouxe uma pessoa viva para o Pós-vida e inicia uma caçada por ele, capturando o Bob disfarçado. Delores encontra Bob na delegacia de polícia enquanto continua sua busca por Betelgeuse e suga a alma dele.
Enquanto Betelgeuse e Lydia procuram por Astrid, Jeremy a acompanha pela parte burocrática do Pós-vida. Ele admite ter enganado Astrid para que ela trocasse sua vida pela dele. Astrid é levada para o "Trem das Almas" para ser enviada para o Grande Além, mas seu pai, Richard, a vê e a segue. Lydia tira Astrid do trem, e elas escapam por um portal para o deserto de Titã, nas luas de Saturno, onde Richard as salva de um verme da areia. Enquanto Betelgeuse envia Jeremy para o Inferno, Richard mostra a Lydia e Astrid como retornar ao mundo dos Vivos. Enquanto isso, durante uma cerimônia de luto por Charles, Delia é mordida por duas áspides venenosas que ela tinha certeza de que estavam sem presas. Ela chega ao Pós-vida e convoca Betelgeuse para ajudá-la a encontrar Charles. Ele concorda em troca que Delia o ajude a encontrar Lydia.
Lydia e Astrid chegam à igreja para o casamento dela com Rory. Betelgeuse aparece com Delia e interrompe a cerimônia. Betelgeuse usa um "soro da verdade" que força Rory a admitir que nunca acreditou nas habilidades psíquicas de Lydia e só estava interessado em sua fortuna. Betelgeuse se prepara para casar-se com Lydia quando Delores chega em busca de vingança. Wolf também chega, mas Betelgeuse congela ele e seus companheiros para evitar a prisão e continuar o casamento. Astrid abre um portal para invocar um verme da areia de Titã, e Betelgeuse o faz devorar Delores e Rory. Astrid revela que, como Betelgeuse trouxe Lydia ilegalmente para o Pós-vida, seu contrato de casamento é anulado. Lydia recita o nome de Betelgeuse três vezes e o bane de volta para o Pós-vida; Delia também retorna, acompanhada por Wolf. Ela se reúne com o espírito de Charles quando ele está prestes a embarcar no Trem das Almas para o Grande Além.
Conforme tudo volta ao normal, Lydia encerra seu programa para passar mais tempo com Astrid. No entanto, Lydia continua tendo pesadelos recorrentes com Betelgeuse, deixando implícito que ele nunca desistirá de sua obsessão por ela.

## Elenco

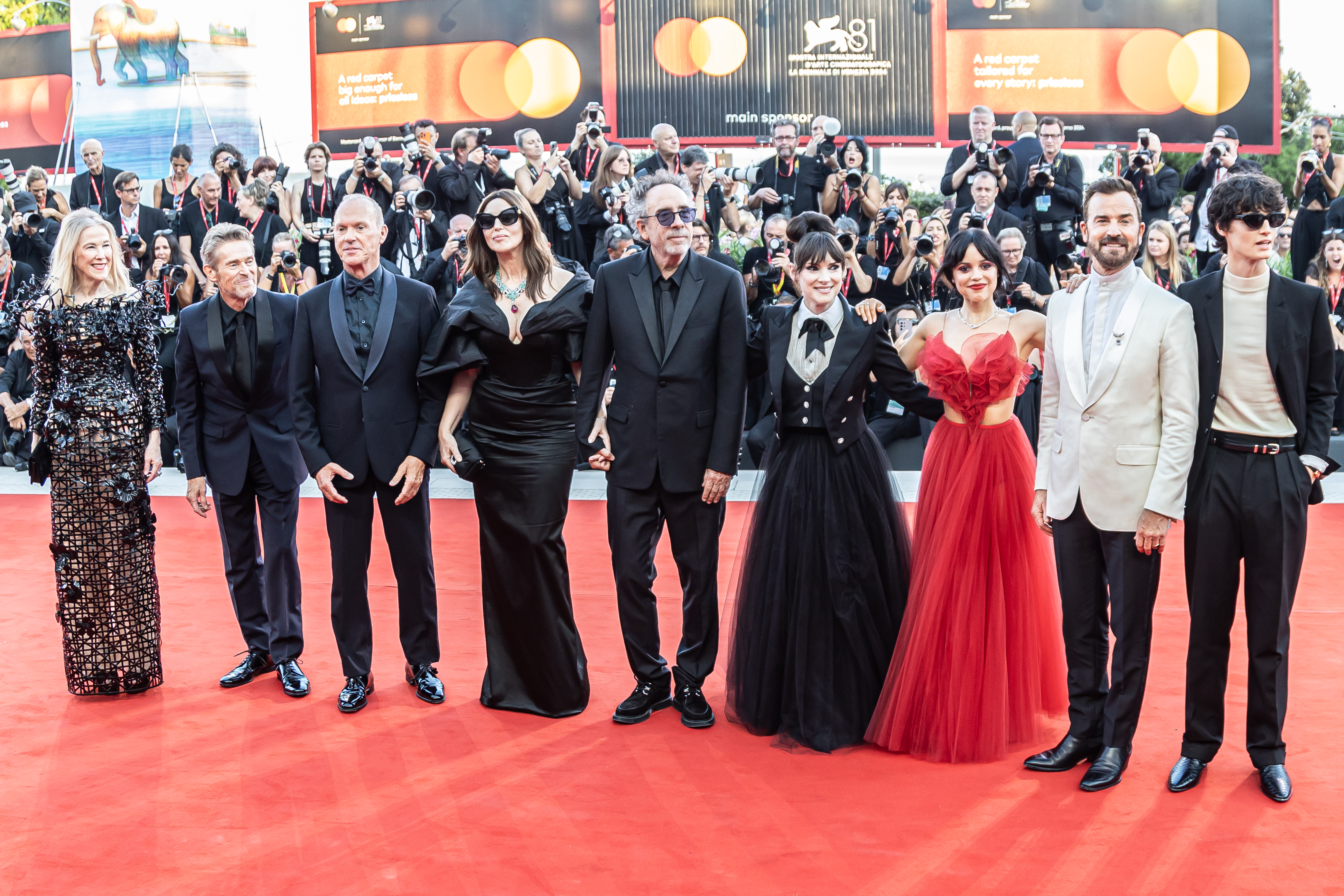
O elenco de Beetlejuice Beetlejuice e o diretor Tim Burton no 81° Festival de Veneza (2024).

- Michael Keaton como Betelgeuse (pronuncia-se "Beetlejuice"), um fantasma do pós-vida e "bio-exorcista" que deseja casar-se com alguém do reino dos vivos, tendo sido em vida um ladrão de túmulos na Itália do século XIV. Tanto Keaton quanto o diretor Tim Burton optaram por manter o personagem tão politicamente incorreto quanto ele era no filme original, devido ao seu amor por esse traço de mau-caratismo, com Burton considerando Betelgeuse um personagem cuja principal característica é a atemporalidade dele, nunca evoluindo.[6]
  - No Brasil, o personagem é chamado de "Besouro Suco" e recebeu a voz do ator Eduardo Sterblitch, que interpretou o personagem na versão brasileira do musical Beetlejuice;[7] Sterblitch entrevistou Keaton na ocasião.[8]
- Winona Ryder como Lydia Deetz, a ex-adolescente gótica e paranormal que quase foi forçada a casar-se com Betelgeuse, agora mãe de Astrid Deetz e apresentadora do programa sobrenatural Ghost House with Lydia Deetz. Ryder inicialmente imaginou que sua personagem viveria como uma solteirona no sótão da residência Maitland, mas apreciou o desenvolvimento de sua personagem, principalmente em torno de seu relacionamento com a filha.
- Catherine O'Hara como Delia Deetz, madrasta de Lydia, avó de Astrid e viúva de Charles Deetz, agora anfitriã de uma verdadeira exposição de arte localizada em uma galeria em Soho, Londres.
- Jenna Ortega como Astrid Deetz, a filha adolescente e afastada de Lydia, que é cética em relação a mediunidade da mãe.[9] No Brasil com a voz de Marianna Alexandre[10]
- Justin Theroux como Rory, o noivo e produtor do programa de Lydia.[11] O personagem foi inspirado em Otho, o designer de interiores e amigo exorcista de Delia, interpretado pelo falecido Glenn Shadix no filme original. A ideia dos  roteiristas era criar um personagem que todos queriam ver recebendo o castigo merecido, como Otho, e gostando da ideia de Lydia estar em um relacionamento estranho e codependente que todos veem dessa forma, inclusive ela; eles queriam que o público entendesse por que Rory está com Lydia, mesmo sendo um "idiota ganancioso e insensível".
- Monica Bellucci como Delores, ex-esposa obsessiva de Betelgeuse que, em vida, foi uma bruxa sugadora de almas que era líder de uma misteriosa seita e o envenenou na época da Peste Negra.
- Willem Dafoe como Wolf Jackson, um detetive fantasma que, em vida, foi uma estrela de ação de filmes B[12]
- Arthur Conti como Jeremy Frazier, um jovem serial killer desajustado que é o breve interesse amoroso de Astrid
- Nick Kellington como Bob, um zumbi com a cabeça encolhida e o principal funcionário de Betelgeuse cuja alma também foi consumida por Delores.
- Burn Gorman como Padre Damien, um reverendo de Winter River.
- Santiago Cabrera como Richard, pai de Astrid e ex-marido de Lydia que morreu durante uma expedição na América do Sul.
- Amy Nuttall como a agente imobiliária local Jane Butterfield II, filha de Jane Butterfield, Sra., do primeiro filme, interpretada por Annie McEnroe.
- Mark Heenehan (corpo) e Charlie Hopkinson (voz) como Charles Deetz, pai de Lydia e falecido marido de Delia que foi decapitado por um tubarão, daí o motivo de ele ir para o pós-vida sem cabeça. O personagem é retratado com a semelhança do ator original Jeffrey Jones por vários meios, incluindo fotos de arquivo, pinturas e uma sequência animada em stop motion que descreve a morte de Charles.[13] A morte do personagem foi inspirada em um pesadelo de Burton sobre sua própria morte.[14][15]

Danny DeVito interpreta um amargurado zelador do pós-vida cuja alma foi consumida por Delores. Jane Leaney e David Ayres interpretam a Sra. e o Sr. Frazier, os pais assassinados de Jeremy. Georgina Beedle interpreta Janet, a secretária de Wolf Jackson que "o mantém real", enquanto Filipe Cates interpreta Vlad, um jovem vestido de vampiro que se casa com Astrid no sonho de Lydia.

## Produção

### Desenvolvimento
Em 1990, Tim Burton contratou Jonathan Gems para escrever uma sequência de Os Fantasmas Se Divertem intitulada Beetlejuice Goes Hawaiian. "Tim achou que seria engraçado combinar o cenário de surfe de um filme de praia com algum tipo de expressionismo alemão, porque eles estão totalmente errados juntos", disse Gems. A história seguiria a família Deetz se mudando para o Havaí, onde Charles está desenvolvendo um resort. Eles logo descobrem que sua empresa está construindo no cemitério de um antigo Kahuna havaiano. O espírito volta da vida após a morte para causar problemas, e Beetlejuice se torna um herói ao vencer um concurso de surfe com magia. Michael Keaton e Winona Ryder concordaram em fazer o filme, com a condição de que Burton dirigisse, mas tanto ele quanto Keaton estavam ocupados com Batman Returns.
Burton ainda estava interessado em Beetlejuice Goes Hawaiian no início de 1991. Impressionado com o trabalho de Daniel Waters em Atração Mortal, Burton o abordou para uma reescrita. No entanto, ele acabou contratando Waters para escrever o roteiro de Batman Returns. Em agosto de 1993, o produtor David Geffen contratou a roteirista Pamela Norris para reescrever. A Warner Bros. abordou Kevin Smith em 1996 para reescrever o roteiro, embora Smith tenha recusado a oferta em favor de Superman Lives. Em março de 1997, Gems divulgou um comunicado dizendo "O roteiro de Beetlejuice Goes Hawaiian ainda é propriedade da The Geffen Company e provavelmente nunca será feito".
Em setembro de 2011, a Warner Bros. contratou Seth Grahame-Smith, que colaborou com Burton em Sombras da Noite e Abraham Lincoln: Caçador de Vampiros, para escrever e produzir uma sequência de Beetlejuice. Grahame-Smith se encontrou com Keaton em fevereiro de 2012. A história seria ambientada depois de 1988; "Esta será uma verdadeira sequência 26 ou 27 anos depois. O que é ótimo é que para Beetlejuice, o tempo não significa nada na vida após a morte, mas o mundo lá fora é uma história diferente".
Em novembro de 2013, Ryder sugeriu um possível retorno para a sequência também, dizendo: "Eu meio que jurei segredo, mas parece que pode estar acontecendo. São 27 anos depois. E devo dizer, eu amo Lydia Deetz tanto. Ela era uma grande parte de mim. Eu estaria realmente interessado no que ela está fazendo 27 anos depois". Ryder confirmou que só consideraria fazer uma sequência se Burton e Keaton estivessem envolvidos. Em dezembro de 2014, Burton declarou: "É um personagem que eu amo e sinto falta de trabalhar com Michael. Há apenas um Betelgeuse. Estamos trabalhando em um roteiro e acho que provavelmente está mais próximo do que nunca e eu adoraria trabalhar com ele novamente.". Em janeiro de 2015, o escritor Grahame-Smith disse à Entertainment Weekly que o roteiro estava concluído e que ele e Burton pretendiam começar a filmar Beetlejuice 2 até o final do ano, e que Keaton e Ryder retornariam em seus respectivos papéis. Em agosto de 2015, no Late Night with Seth Meyers, Ryder confirmou que reprisaria seu papel na sequência. Em maio de 2016, Burton declarou: "É algo que eu realmente gostaria de fazer nas circunstâncias certas, mas é um daqueles filmes em que tem que ser certo. Não é um tipo de filme que clama [por uma continuação], não é Beetlejuice: A trilogia. Então é algo que se os elementos estiverem certos - porque eu amo o personagem e Michael é incrível como esse personagem, então sim, veremos. Mas não há nada concreto ainda". Em outubro de 2017, Mike Vukadinovich foi contratado para reescrever o roteiro. Em abril de 2019, a Warner Bros. anunciou que a sequência havia sido cancelada de novo.

### Pré-produção
Em fevereiro de 2022, uma sequência foi anunciada novamente, desta vez produzida pelo estúdio Plan B Entertainment de Brad Pitt, junto com a Warner Bros. Burton afirmou em outubro de 2022 que não estava envolvido com o projeto, mas voltou atrás dias depois, dizendo "nada está fora de questão". Em março de 2023, foi relatado pela Variety que Jenna Ortega, que já havia trabalhado com Burton em Wandinha, estava em negociações para interpretar a filha de Lydia, enquanto Burton deveria dirigir o filme, com Keaton e Ryder esperados para retornar. Em maio, Danny Elfman anunciou que estava voltando para compor a trilha sonora da sequência, enquanto também foi confirmada a escalação de Ortega, Keaton e Ryder, e os criadores de Wandinha, Alfred Gough e Miles Millar, escreveriam o roteiro. Justin Theroux e Willem Dafoe também seriam adicionados ao elenco, em papéis não revelados. Catherine O'Hara se juntaria ao elenco para reprisar o papel de Delia Deetz, com Monica Bellucci como a esposa de Betelgeuse. Colleen Atwood, uma colaboradora frequente de Burton, trabalhou no figurino do filme.

### Filmagens
As filmagens foram originalmente programadas para começar em meados de 2022. Posteriormente, foi adiado para uma data de início prevista para 10 de maio de 2023, ocorrendo em Londres se a greve dos roteiristas dos Estados Unidos não levasse a outro atraso na produção. A produção começou oficialmente no dia seguinte.

## Lançamento
Beetlejuice 2 foi lançado em 6 de setembro de 2024 nos Estados Unidos, pela Warner Bros. A campanha promocional incluiu ações de merchandising com várias empresas, incluindo no Brasil uma linha de latas de Fanta e uma aparição de Beetlejuice em um jogo do Botafogo de Futebol e Regatas.

## Música
Danny Elfman, que compôs Beetlejuice, retornou para a sequência. A trilha sonora do filme contou com música licenciada sendo incorporada ao filme, bem como duas pistas da trilha sonora de Elfman sendo incluídas. Um cover de "Day-O (The Banana Boat Song)" é tocado por Alfie Davis e o Sylvia Young Theatre School Choir e foi lançado em 23 de maio de 2024.  A trilha sonora de 11 músicas foi lançada pela WaterTower Music em 30 de agosto de 2024, e uma edição em vinil está programada para ser lançada pela Waxwork Records.

### Lista de faixas
| Lista de músicas de Beetlejuice Beetlejuice (Original Motion Picture Soundtrack) |                                            |                                                     |         |  |
| N.º                                                                              | Título                                     | Artista(s)                                          | Duração |  |
| 1.                                                                               | "MacArthur Park" (versão single)           | Donna Summer                                        | 3:55    |  |
| 2.                                                                               | "Tragedy"                                  | Bee Gees                                            | 5:01    |  |
| 3.                                                                               | "Day-O"                                    | Alfie Davis e the Sylvia Young Theatre School Choir | 2:52    |  |
| 4.                                                                               | "Somedays"                                 | Tess Parks                                          | 2:40    |  |
| 5.                                                                               | "Cry, Cry"                                 | Mazzy Star                                          | 3:59    |  |
| 6.                                                                               | "Where's the Man" (remasterização de 2023) | Scott Weiland                                       | 5:12    |  |
| 7.                                                                               | "Right Here Waiting"                       | Richard Marx                                        | 4:28    |  |
| 8.                                                                               | "Svefn-g-englar"                           | Sigur Rós                                           | 10:06   |  |
| 9.                                                                               | "MacArthur Park"                           | Richard Harris                                      | 7:24    |  |
| 10.                                                                              | "Tema do filme Carrie"                     | Pino Donaggio                                       | 2:51    |  |
| 11.                                                                              | "Main Title Theme"                         | Danny Elfman                                        | 3:20    |  |
| 12.                                                                              | "End Titles"                               | Danny Elfman                                        | 4:35    |  |
| Duração total:                                                                   | Duração total:                             | Duração total:                                      | 56:23   |  |

## Recepção

### Crítica
No site agregador de resenhas Rotten Tomatoes, 75% das 365 avaliações dos críticos são positivas, com uma classificação média de 5,9/10.
Manohla Dargis do The New York Times chamou o filme de uma "sequência divertida, mas menos ousada".  Xan Brooks, escrevendo para o The Guardian, declarou: "A tentativa de Burton de trazer a comédia de terror dos anos 1980 de volta do mundo espiritual está cheia de cenários extravagantes, mas não acrescenta muito ao original".   Margaret Roarty da The Film Magazine afirmou que "o cineasta consegue criar algo tão maluco, estranho e significativo quanto o filme original".

### Controvérsia na Polônia
Na Polônia, a cena em que Astrid Deetz usa uma fantasia de Halloween, se vestindo como a cientista polonesa-francesa do século XIX Marie Curie, gerou uma controvérsia, porque Deetz se refere a ele apenas como uma "cientista francesa". Embora Marie fosse naturalizada francesa, ela nasceu e foi criada na Polônia. Como ela manteve um forte senso de identidade polonesa, usando seus dois sobrenomes e nomeando o primeiro elemento químico que descobriu — polônio — em homenagem ao seu país natal, ela é amplamente considerada uma cientista polonesa, especialmente no país. A dublagem polonesa do filme corrigiu esse erro, com Curie sendo descrita como "a física polonesa".